# Apollo 16
Apollo 16, desátý americký pilotovaný let v programu Apollo, byl pátým (a předposledním), kdy lidé ve 20. století přistáli na Měsíci. Byl také 42. letem kosmonautů z naší planety. Byl katalogizován v COSPARu s označením 1972-031A.

## Start
Apollo 16 odstartovalo k Měsíci 16. dubna 1972 z mysu Canaveral na Floridě.

## Posádka
- John Young (4) – velitel
- Thomas Mattingly (1) – pilot velitelského modulu
- Charles Duke Jr. (1) – pilot lunárního modulu

V závorkách je uvedený dosavadní počet letů do vesmíru včetně této mise.

### Záložní posádka
- Fred Haise (1) – velitel
- Stuart Roosa (1) – pilot velitelského modulu
- Edgar Mitchell (1) – pilot lunárního modulu

V závorkách je uvedený dosavadní počet letů do vesmíru. 

### Podpůrná posádka
- Anthony W. England, Karl G. Henize, Henry W. Hartsfield, Jr., Robert F. Overmyer, Donald H. Peterson

## Průběh mise

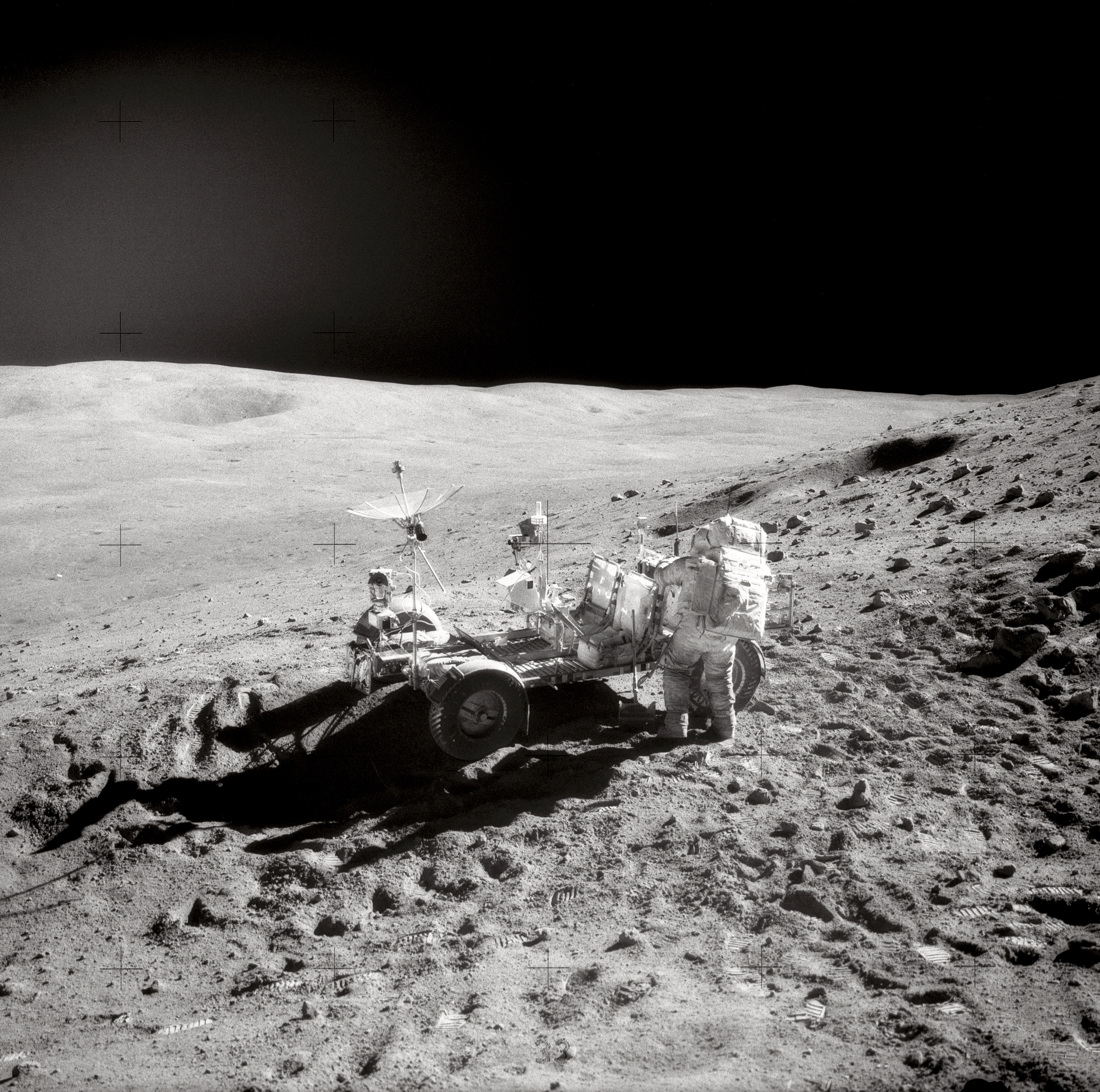
Astronaut John Young u vozítka Rover

Po odletu z oběžné dráhy Země loď odletěla na oběžnou dráhu Měsíce, kam dospěla po třech dnech. Následovalo navedení na dráhu, na které zůstala kroužit samotná loď Casper s Mattinglym, kdežto lunární modul Orion přistál 21. dubna na povrchu Měsíce, v oblasti Cayleovy planiny asi 85 km od kráteru Descartes. Před nimi na povrch Měsíce dopadl poslední stupeň nosné rakety Saturn. Po 14 hodinách po přistání oba kosmonauti vyrazili na první procházku. Nejdříve vyložili vozítko Rover, následovala instalace malého dalekohledu s kamerou, vztyčení vlajky, instalace laboratoře ALSEP. Pak odjeli Roverem na plánované místo sběru vzorků, kde se asi hodinu zabývali geologií. Pak důkladně vyzkoušeli jízdní vlastnosti Roveru. V podobném duchu byly i další dvě procházky a vyjížďky. Byl při nich dosažen rychlostní rekord Roveru 17 km/h.
Rover při odletu z Měsíce 24. dubna zanechali se zapnutou kamerou pro přímý televizní přenos pro diváky na Zemi na místě. S mateřskou lodí se spojili po dvou hodinách. Oproti předchozím letům z technických důvodů nezůstali kroužit po orbitální dráze Měsíce. Pro chybu v nastavení se nepodařilo navést LM na povrch Měsíce. Vypustili malou družici, ale i ta nedosáhla plánované výšky oběhů, a proto zanikla předčasně po 30 dnech (plán byl rok). Dne 25. dubna odstartovali z orbity u Měsíce zpět k Zemi. Po cestě Mattingly vystoupil z lodi (výstup EVA), aby přinesl kazety s filmovým a biologickým materiálem.

## Závěr letu
Návratový modul přistál v moři cca 350 km jihovýchodně od Vánočního ostrova a 2 km od čekající americké válečné lodi USS Ticonderoga.